# Payson (Arizona)
Payson è una città degli Stati Uniti d'America, situata nello Stato dell'Arizona, nella Contea di Gila.